# Si tu vas à Rio
Si tu vas à Rio est une chanson française interprétée par Dario Moreno en 1958.
Il s'agit d'une adaptation de la chanson brésilienne Madureira chorou composée en 1957 par Carvalhinho et Julio Monteiro. Elle a été adaptée en français par Jean Broussolle, membre des Compagnons de la chanson, groupe qui a tout d'abord chanté la chanson avant sa reprise en 1958 par Dario Moreno. Rééditée en 1964, la chanson devient tube de l'été en 1966 en France.
Dans un ouvrage, le chroniqueur Guy Carlier rapporte une rumeur évoquant que c'était la chanson préférée du général de Gaulle.

## Interprétations
- 1958 (originale) : Les Compagnons de la chanson sur l'album Gondolier
- 1958 (popularisation) : Dario Moreno (45 tours)
- 1958 : Tino Rossi (45 tours)
- 1958 : Jacques Hélian et son orchestre (45 tours)
- 1959 : Lucien Jeunesse (45 tours)
- 1962 : André Breton sur Le Trio Chansonnette chante les Compagnons
- 1990 : Ramon Pipin sur l'album Bye bye Vinyl
- 1991 : Carlos sur l'album Si tu vas à Dario
- 2009 : Patrick Bruel et Claire Keim sur l'album Les Enfoirés font leur cinéma
- 2013 : Jean-Jacques Debout sur l'album Sous le soleil des guinguettes

## Parodie
La chanson a été parodiée par Thierry Le Luron en 1983 sous le titre Si tu vois Dario. Les paroles sont de Jean Lacroix	et elle est parue dans l'album De de Gaulle à Mitterrand.